# Ysopblättriges Gliedkraut
Das Ysopblättrige Gliedkraut (Sideritis hyssopifolia, Synonym: Sideritis scordioides)  oder Felsen-Gliedkraut ist eine Pflanzenart aus der Gattung Gliedkräuter (Sideritis) in der Familie der Lippenblütler (Lamiaceae). Früher wurde die Art auch Berufkraut genannt. Der Name ist nicht zu empfehlen, da er zu Verwechslungen mit den Arten der Gattung Conyza führen könnte.

## Beschreibung

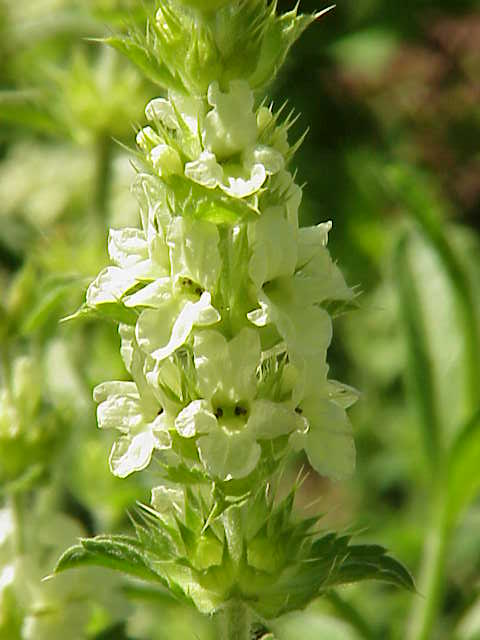
Ausschnitt eines Blütenstandes mit zygomorphen Blüten

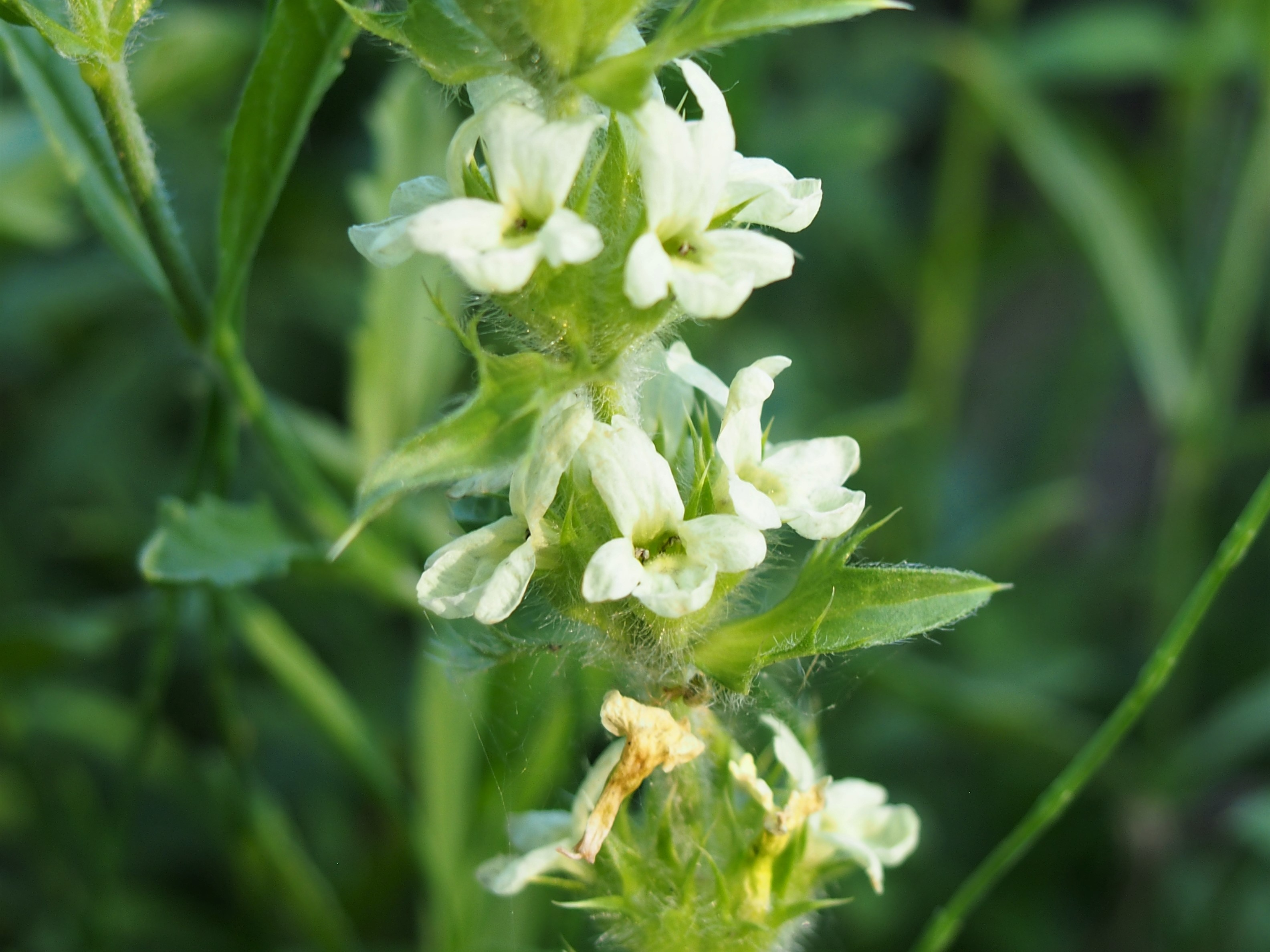
Blüten

### Vegetative Merkmale
Das Ysopblättrige Gliedkraut ist eine ausdauernde krautige Pflanze, die Wuchshöhen von meist 10 bis 30, selten bis zu 80 Zentimetern erreicht. Die Stängel sind aufsteigend oder aufrecht, im untern Teil zweireihig, oben ringsum behaart mit weißen aufrecht abstehenden Haaren.
Die gegenständig angeordneten Laubblätter sind sitzend oder kurz gestielt. Die einfache Blattspreite ist bei einer Länge von 5 bis 35 Millimetern sowie einer Breite von 2 bis 10 Millimetern linealisch bis eiförmig oder verkehrt-eiförmig, verkehrt-lanzettlich bis verkehrt-spatelförmig. Der Blattrand ist ganzrandig, schwach gezähnt oder gekerbt.

### Generative Merkmale
In einem dichten ährigen Blütenstand stehen 5 bis 15 Scheinquirle, die jeweils meist sechs Blüten enthalten. Die zwittrige Blüte ist zygomorph und fünfzählig mit doppelter Blütenhülle. Der Kelch ist röhrig-glockig und 6 bis 8 Millimeter lang und auf der Innenseite mit einem Ring aus Trichomen besetzt. Er ist anliegend seidig behaart; seine Zähne sind so lang wie die Röhre und dornig begrannt. Die Krone ist etwa 10 Millimeter lang, blassgelb und gelegentlich purpurfarben überzogen. Die Kronröhre ist etwa 7 Millimeter lang, die Oberlippe 5 Millimeter und die Unterlippe fast ebenso lang. Die Unterlippe hat einen fast kreisrunden Mittellappen. Die Staubblätter sind kahl, die hinteren haben ein 1 Millimeter langes Filament, die vorderen ein 1,5 Millimeter langes. Die Nüsschen sind eiförmig und glatt.
Die Chromosomenzahl beträgt 2n = 30.

## Vorkommen
Sideritis hyssopifolia kommt im  Südwesteuropa vor und ist häufig in Bergen zu finden, im Nord-Osten reicht ihr Verbreitungsgebiet bis zum Schweizer Jura. Es gibt Fundortangaben für Spanien, Frankreich, Italien einschließlich Sizilien und die Schweiz.
Die Art wächst in Mitteleuropa oft an felsigen Standorten auf Kalk, in Wäldern und auf Wiesen. Im Schweizer Jura kommt sie in 1400 bis 1600 Meter Meereshöhe vor.
Die ökologischen Zeigerwerte nach Landolt et al. 2010 sind in der Schweiz: Feuchtezahl F = 2 (mäßig trocken), Lichtzahl L = 4 (kollin), Reaktionszahl R = 5 (basisch), Temperaturzahl T = 3+ (unter-subalpin und ober-montan), Nährstoffzahl N = 2 (nährstoffram), Kontinentalitätszahl K = 4 (subkontinental).

## Ökologie
Blütenbesucher sind Hummeln, Bienen, Falter und Fliegen.

## Taxonomie
Die Erstveröffentlichung von Sideritis hyssopifolia erfolgte 1753 durch Carl von Linné in Species Plantarum, Tomus II, S. 575.